# جيف فيليبس
جيف فيليبس (بالإنجليزية: Jeff Phillips) هو ممثل أمريكي، ولد في 3 يوليو 1968.

## أعمال

### أفلام
- (1996) يوم الاستقلال[2][3]

### مسلسلات
- عالم آخر

## وصلات خارجية
- جيف فيليبس على موقع IMDb (الإنجليزية)
- جيف فيليبس على موقع ألو سيني (الفرنسية)
- جيف فيليبس على موقع قاعدة بيانات الفيلم (الإنجليزية)
- جيف فيليبس على موقع كينوبويسك (الروسية)